# Карони
Карони́ (исп. Caroni) — река в Венесуэле, правый приток нижнего Ориноко.

## Основные сведения

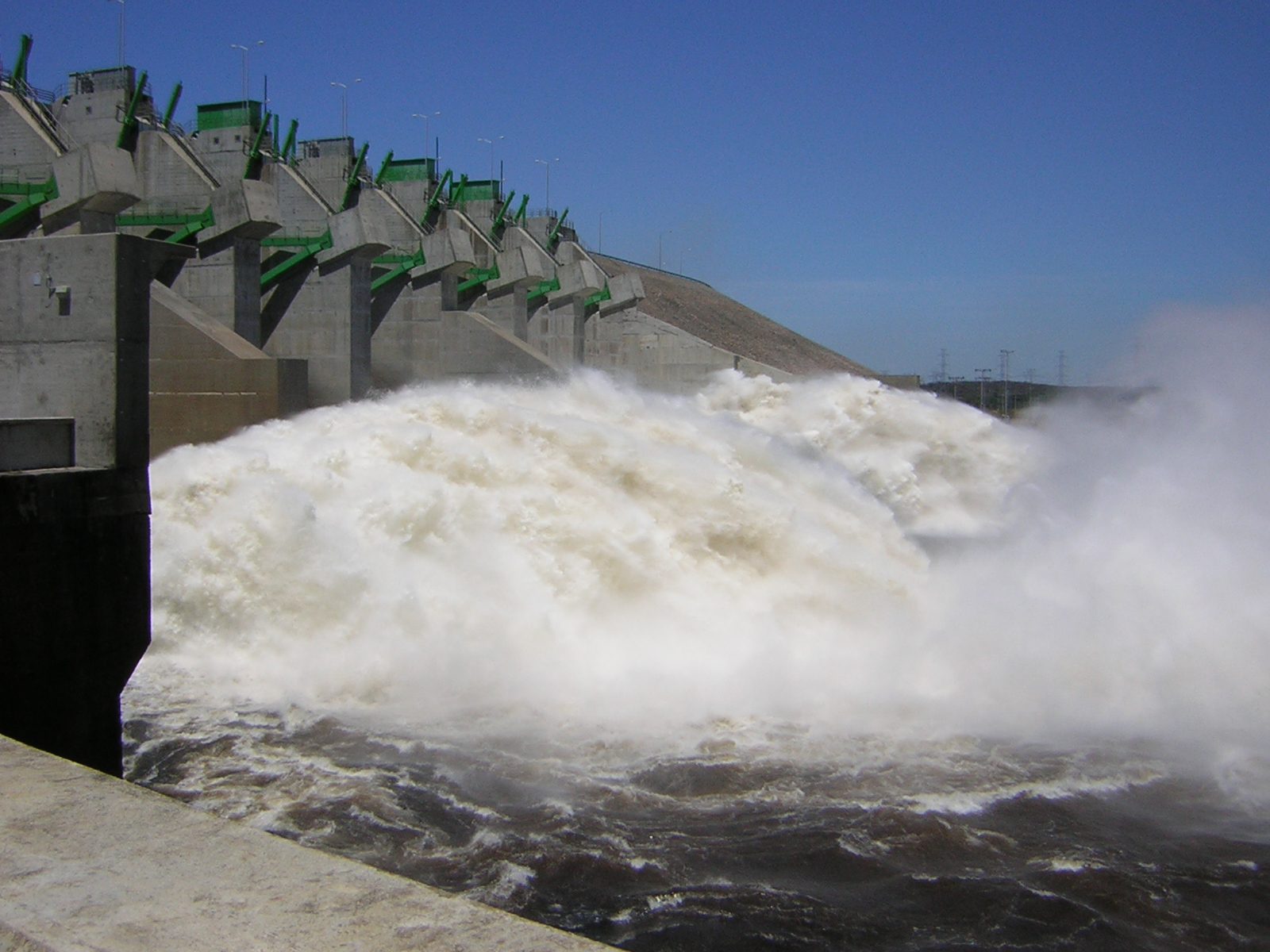
ГЭС Франциско де Миранда на реке Карони

Длина реки 952 километра, площадь бассейна 92,17 тысяч квадратных километров. Истоки — в горах Сьерра-Пакарайма. Река течет по Гвианскому плоскогорью, образуя многочисленные пороги и водопады; последние из них — так называемые «Нижние водопады» с общей высотой падения 40 метров находятся в 8 километрах от устья. Паводки с мая по октябрь.
Среднегодовой расход воды около 4800 м/с, максимальный до 17 тысяч м/с. Судоходна на 100 километров от устья. Наиболее важная для Венесуэлы река по гидроэлектрическому потенциалу — 10,5 МВт только на нижнем Карони (от впадения слева главного притока Парагуа). Построены ГЭС — Макагуа, Гури. Близ устья Карони находится быстрорастущий порт и промышленный центр Сьюдад-Гуаяна.